# جاك والاس (لاعب كرة قاعدة)
جاك والاس (بالإنجليزية: Jack Wallace)‏ هو لاعب كرة قاعدة أمريكي، ولد في 6 أغسطس 1890 في واينفيلد في الولايات المتحدة، وتوفي بنفس المكان في 15 أكتوبر 1960.

## وصلات خارجية
- جاك والاس على موقعبيزبول رفرنس.كوم (الدوري الرئيسي) (الإنجليزية)
- جاك والاس على موقعبيزبول رفرنس.كوم (الدوري الثانوي) (الإنجليزية)